# Shasta New River
El shasta New River era una llengua de la família de les llengües shasta parlada anteriorment al nord de Califòrnia, als marges del riu Salmon, Estats Units. Potser tenia només 300 parlants abans del contacte (Kroeber 1925).